# Vlag van Brunssum

Vlag van de gemeente Brunssum

De vlag van Brunssum is op 19 april 1963 door de gemeenteraad aangenomen. Het is een rechthoekige vlag waarvan de hoogte en lengte zich verhouden als 3 : 2, met twee gelijke banen, boven blauw en onder rood. In het midden is het gemeentewapen geplaatst, met een hoogte van 3/10 van de korte zijde van de vlag.
De vlag vertoont veel gelijkenis met een eerdere onofficiële vlag, maar heeft een kleiner wapen. De kleuren van de banen zijn van die van het wapen afgeleid. Op advies van de Hoge Raad van Adel werden kleuren gespecificeerd naar vermiljoen-rood en kobalt-blauw. Dat zijn dezelfde kleuren als de vlag van Nederland.

## Verwant symbool

Het wapen van Brunssum

Beek 
· Beekdaelen 
· Beesel 
· Bergen 
· Brunssum 
· Echt-Susteren 
· Eijsden-Margraten 
· Gennep 
· Gulpen-Wittem 
· Heerlen 
· Horst aan de Maas 
· Kerkrade 
· Landgraaf 
· Leudal 
· Maasgouw 
· Maastricht 
· Meerssen 
· Mook en Middelaar 
· Nederweert 
· Peel en Maas 
· Roerdalen 
· Roermond 
· Simpelveld 
· Sittard-Geleen 
· Stein 
· Vaals 
· Valkenburg aan de Geul 
· Venlo 
· Venray 
· Voerendaal 
· Weert